# Cecil Arthur Harrop Chadwick
Cecil Arthur Harrop Chadwick, britanski general, * 1901, † 1970.